# Wilhelm Klemming
Wilhelm Edvard Klemming, född 17 mars 1862 i Stockholm, död där 7 oktober 1930, var en svensk arkitekt och byggmästare. Hans bror var fotografen Frans Gustaf Klemming och hans son var Svenska bostäders chefsarkitekt Hjalmar Klemming och farbror till Frej Klemming.

## Biografi
Willhelm Klemming var son till bleckslagerifabrikören Wilhelm Leonard Klemming och Margareta Elisabeth Burman. Han studerade vid Kungliga Tekniska Högskolan till 1881 då han avbröt arkitektstudierna vilka han fann torra och ointressanta. Istället studerade han vid Tekniska skolan 1882–1884 där utbildningen var mer praktiskt inriktad.
Han anställdes 1884 som ritare på Magnus Isæus och Carl Sandahls arkitektkontor och medverkade där i utformandet av Stockholms allmänna telefonaktiebolags byggnad som uppfördes 1885–1886 efter hans ritningar. På kontoret fick han även sysselsätta sig med ritningarna till Sturebadet. 1884 startade han egen verksamhet och står bakom Adelsköldska villan i Villastaden som byggdes 1887–1888. I slutet av 1880-talet fick han i uppdrag att rita en ombyggnad för Klara badinrättning och kom snart att leda bygget. Byggpengarna sinade dock och ägaren fann för gott att fly till USA ifrån den förestående konkursen. Då Klemming hade en fordran i badet ropade han själv in badet på exekutiv auktion och blev dess direktör. Med ny ledning och om- och tillbyggnader ökade badets betydelse under de följande åren. Början av 1900-talet tvingades Klemming sälja badet till Statens Järnvägar som behövde marken för en utökning av bangården kring Stockholms centralstation. Wilhelm Klemming ritade då Centralbadet 1904. Därutöver ritade han Götgatan 12-14 1911 och Götgatan 7 1912 i Stockholm, samtliga gestaltade i jugendstil. Han kom även att rita flera simhallar, skolbad, folkbad, arbetarbad, kasernbad och badrumsinredning runt om i Sverige så som Göteborg, Sandviken och Karlskrona. Klemming var bosatt i Hårlemanska malmgården på Norrmalm och inflytelserik medlem i Stockholms Fastighetsägareförening.
Som så många andra arkitekter och stadsplanerare engagerade sig även Klemming i frågan om Sveavägens förlängning från Kungsgatan söderut. På 1920-talet lanserade han ett radikalt förslag med fem till sex höghus efter amerikanskt mönster längs en förlängd Sveaväg ända fram till Gustav Adolfs torg. Han menade att "...man skulle kunna få mycket bättre plats för luft och ljus och planteringar genom att på detta sätt här och var gå i höjden och gallrar bort en del hus."